# Island Falls (Maine)
Island Falls es un pueblo ubicado en el condado de Aroostook en el estado estadounidense de Maine. En el Censo de 2010 tenía una población de 837 habitantes y una densidad poblacional de 7,93 personas por km².

## Geografía
Island Falls se encuentra ubicado en las coordenadas 45°59′9″N 68°12′10″O / 45.98583, -68.20278. Según la Oficina del Censo de los Estados Unidos, Island Falls tiene una superficie total de 105.58 km², de la cual 93.31 km² corresponden a tierra firme y (11.61%) 12.26 km² es agua.

## Demografía
Según el censo de 2010, había 837 personas residiendo en Island Falls. La densidad de población era de 7,93 hab./km². De los 837 habitantes, Island Falls estaba compuesto por el 97.37% blancos, el 0.36% eran afroamericanos, el 0.84% eran amerindios, el 0.12% eran asiáticos, el 0% eran isleños del Pacífico, el 0.24% eran de otras razas y el 1.08% pertenecían a dos o más razas. Del total de la población el 2.03% eran hispanos o latinos de cualquier raza.